# جانی آرتور
جانی آرتور (انگلیسی: Johnny Arthur؛ ‏ ۲۰ مهٔ ۱۸۸۳ – ۳۱ دسامبر ۱۹۵۱) بازیگر اهل ایالات متحده آمریکا بود.

## گزیدهٔ فیلم‌شناسی
- ستاره‌های من
- خانه‌تکانی
- شکوفه‌هایی در برادوی
- نمایش نمایش‌ها
- هوانورد
- همایش در شهر
- جنایت و مکافات
- خانم برادفورد سابق
- درمان خانگی
- روابط ما
- ستاره‌ای انتخاب کن
- نمی‌توانی این را با خودت ببری
- گردشگر